# .gw
A .gw Bissau-Guinea internetes legfelső szintű tartomány kódja, melyet 1997-ben hoztak létre.